# Fu Jiezi
Fu Jiezi (zm. 65 p.n.e.) – chiński dowódca wojskowy z czasów zachodniej dynastii Han, zabójca króla Loulanu Angui.
Od roku 90 p.n.e. położonym w dolinie Tarymu królestwem Loulanu władał Angui. Na tronie został osadzony przez Xiongnu i prowadził przychylną im politykę, dostarczając informacji o ruchach chińskich karawan i wojsk. Dwór chiński nie był zadowolony z takiego obrotu spraw, a że docierały również informacje o niejasnej postawie władcy Kuczy, cesarz Zhao zlecił generałowi Fu Jiezi udanie się z poselstwem do Loulanu i Kuczy. Fu stawił się na dworach obydwu władców i poinformował ich że naruszyli obowiązki wasalne, zezwalając wojskom Xiongnu na przemarsz przez swoje terytorium. Gdy ci nie uwzględnili chińskich skarg, Fu wrócił do Chin i zaproponował regentowi Huo Guangowi zgładzenie królów Loulanu i Kuczy. Jego propozycję przyjęto, z racji zbyt długiej drogi do Kuczy zlecając mu jednak tylko zgładzenie Anguia.
W roku 77 p.n.e. Fu Jiezi udał się do Loulanu z niewielką eskortą i licznymi darami, na dworze władcy stawił się jednak samotnie. Nieżyczliwie przyjęty odjechał do przygranicznej placówki, skąd przesłał Anguiowi informację, że skoro nie chciał ugościć chińskiego posłańca, ten zawiezie swoje dary do innych krajów. Angui udał się więc ze swoją świtą do Fu, gdzie został przyjęty na uczcie. Podczas trwającej wieczorem popijawy Fu Jiezi wywabił władcę Loulanu z namiotu pod pozorem przekazania tajnej wiadomości. Tam Angui został zasztyletowany od tyłu przez czekających nań zabójców. Ludziom króla Fu ogłosił, że ich pan został słusznie zgładzony za przewiny przeciwko chińskiemu cesarzowi. Głowę Anguia odcięto i przewieziono do chińskiej stolicy, gdzie została zatknięta na bramie.
Za wykonanie misji Fu Jiezi otrzymał tytuł markiza i lenno.